# Општина Силиштеа (Браила)
Силиштеа (рум. Siliştea) општина је у Румунији у округу Браила.
Oпштина се налази на надморској висини од 8 m.